# Love It to Death
„Love It to Death“ (на български: Обичай го до смърт) е третият студиен албум на шок рок легендата Алис Купър, издаден през 1971 година.
След два предимно психаделични албума, това е произведението с което Купър прави големия си пробив към световната слава. Голяма заслуга има и продуцентът Боб Езрин, който изчиства звученето на групата, правейки го по-слушаемо. Песните I'm Eighteen и Ballad of Dwight Fry се превръщат в световно популярни рок класики, изпълнявани в концертите на Купър до наши дни.
Първоначално албумът е издаден от Straight Records, фирма основана от Франк Запа и менажера Хърб Коен. Виждайки, че плочата постига успех, Warner Bros. Records преиздават произведението под своята марка.
„Love It to Death“ добива „Платинен“ статус, продавайки се в над 1 000 000 копия само за територията на САЩ и Канада от издаването си до днес. Албумът e включен от музикалното списание „Ролинг Стоун“ сред 500-те най-велики албуми.

## Списък на песните

### „А“ страна
1. Caught in a Dream (Майкъл Брус) – 3:10
2. I'm Eighteen (Алис Купър, Глен Бъкстън, Майкъл Брус, Денис Дънъуей, Нийл Смит) – 3:00
3. Long Way to Go (Майкъл Брус) – 3:04
4. Black Juju (Денис Дънъуей) – 9:09

### „Б“ страна
1. Is It My Body? (Алис Купър, Глен Бъкстън, Майкъл Брус, Денис Дънъуей, Нийл Смит) – 2:39
2. Hallowed Be My Name (Нийл Смит) – 2:29
3. Second Coming (Алис Купър) – 3:04
4. Ballad of Dwight Fry (Алис Купър, Майкъл Брус) – 6:33
5. Sun Arise (Хари Бътлър, Ролф Харис) – 3:50

## Музиканти
- Алис Купър – вокали
- Глен Бъкстън – китари
- Майкъл Брус – ритъм китара, клавишни
- Денис Дънъуей -бас
- Нийл Смит – барабани